# バーニアスラスタ

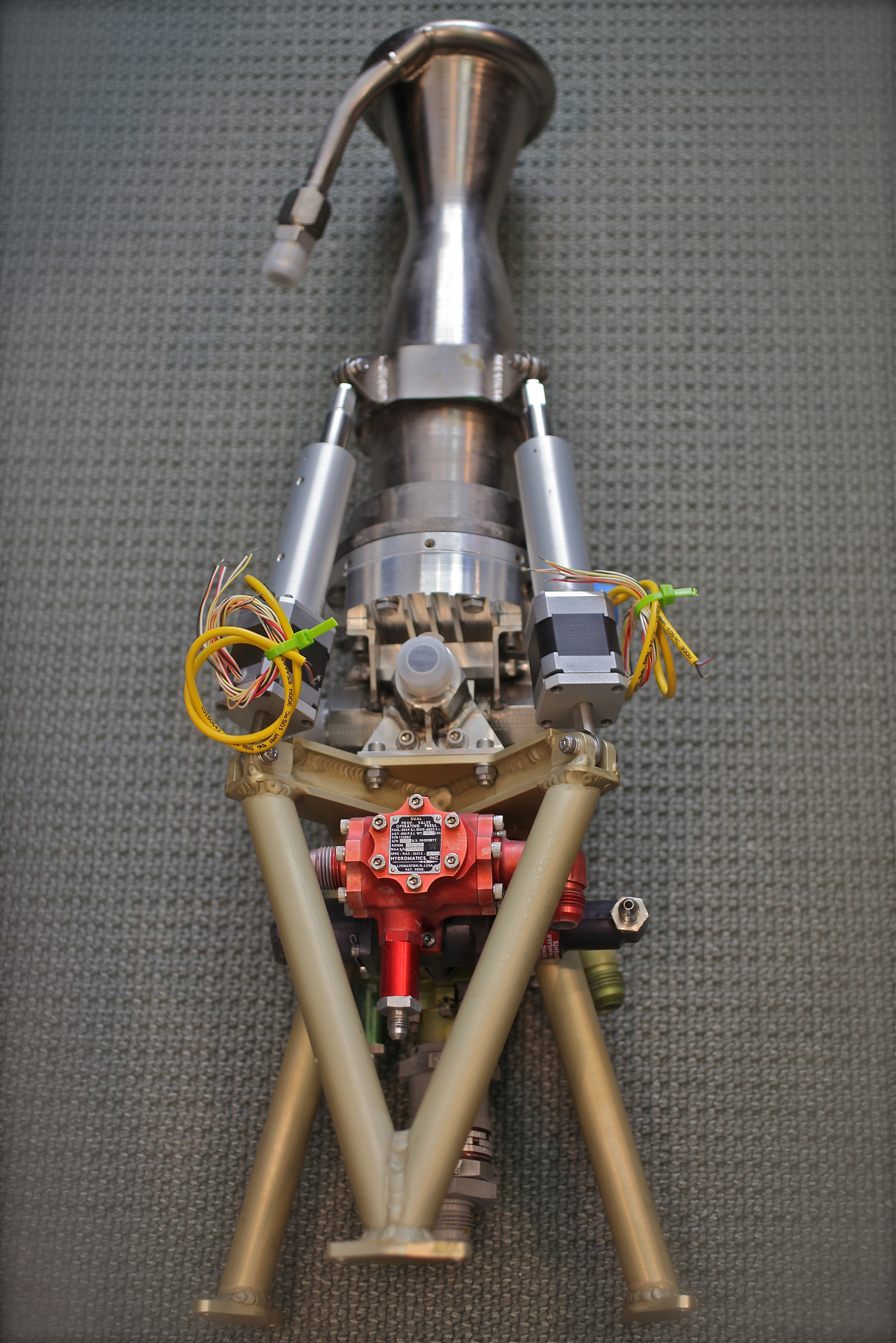
1960年代のマーキュリー・アトラスのバーニアモータ

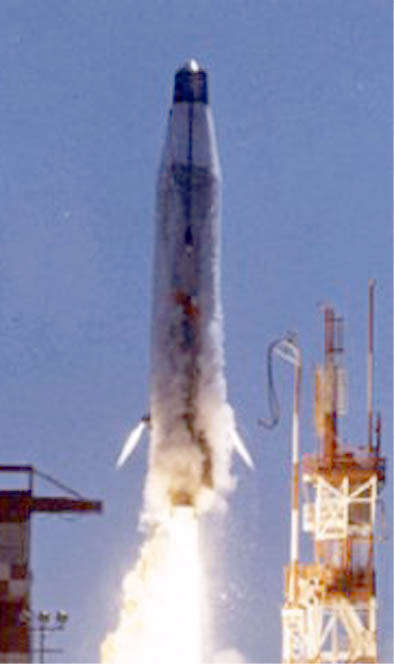
アトラスミサイルの側面にあるバーニアスラスタ

バーニアスラスタ(Vernier thruster)は、宇宙船の姿勢制御のために用いられるスラスタ群のうち、微調整用の小出力のものをいう。メインの姿勢制御モータよりも小さいスラスタ、メインの推進モータと比べて小さいスラスタ、あるいは単に姿勢制御システムの小さいスラスタを指す。バーニアスラスタは、宇宙船の高度や速度を精密に調整するために用いられる。
バーニアスラスタは、他の宇宙船とドッキングする際の手動操縦の時などに用いられる。
宇宙船には、2つの大きさの姿勢制御スラスタが搭載される。メインの姿勢制御システムのスラスタはより大きな動きに用いられ、バーニアはより小さな調整のために用いられるが、この代わりとして、より大きなスラスタを非常に短い時間点火するという方法を取ることもできる。

## バーニアスラスタの推進
あるタイプのバーニアスラスタは、より大きな推進エンジンと組み合わせて用いる姿勢制御のための小さなロケットエンジンであった。これらは、初期のアトラスミサイルのみに用いられた。その重さと、操作のために余分な配管が必要なところから、バーニアロケットは新しい設計にはほとんど用いられなかった。しかし、今日まで1900回以上の打上げに成功しているR-7ロケットファミリーは、バーニアロケットの設計を用いた。
スペースシャトルの姿勢制御システムは、 6つのバーニアスラスタを備えていた。STS-130のミッションの際、船長のジョージ・ザムカと操縦手のテリー・バーツはエンデバーのバーニアスラスタを用いて国際宇宙ステーションを正しい軌道に投入した。